# LGA 1200
LGA 1200，又称Socket H5，是英特尔公司用于Comet Lake微架构的CPU插槽 ，于2020年5月发布  。发布后取代LGA 1151，成为英特尔的主要CPU插槽。 
由于针脚数有较大变化，之前的处理器将无法安装在LGA 1200插槽上（即互不兼容）。

## 散热器
和LGA 1151一样，插槽周围仍有4个孔用来固定散热器，孔距与LGA 1151相同，为75毫米。因此，用于LGA 1156、LGA 1155、LGA1150和LGA1151的散热器也可以用于LGA 1200插槽。

## 支援晶片組
- 10代Comet Lake 晶片組（400系列）：H410、B460、H470、Q470、Z490、W480
- 11代Rocket Lake 晶片組（500系列）：H510、B560、H570、Q570、Z590、W580